# جائزة الشيخ زايد للكتاب
جائزة الشيخ زايد للكتاب هي جائزة أدبية إماراتية تُقدم سنويا منذ 2007، ينظمها مركز أبوظبي للغة العربية بدعم ورعاية من "دائرة الثقافة والسياحة في أبوظبي". وتُمنح للمبدعين من المفكرين والناشرين والشباب عن مساهماتهم في مجالات التأليف والترجمة في العلوم الإنسانية، التي لها أثر واضح في إثراء الحياة الثقافية والأدبية والاجتماعية وذلك وفق معايير علمية وموضوعية. سُميت الجائزة نسبة للشيخ زايد بن سلطان آل نهيان الرئيس السابق للإمارات العربية المتحدة. وتبلغ القيمة المادية للجائزة سبعة ملايين درهم إجمالاً، حيث يمنح الفائز في كل فرع جائزة مالية قدرها 750 ألف درهم وميدالية ذهبية تحمل شعار الجائزة المعتمد، إضافة لشهادة تقدير للعمل الفائز. في حين تبلغ القيمة المادية لجائزة شخصية العام الثقافية مليون درهم. وتشرف على الجائزة لجنة عليا ترسم سياستها العامة ومجلس استشاري يتابع آليات عملها. وتقوم على أسس علمية وموضوعية لتقييم العمل الإبداعي، تعتبر الأكثر تنوعاً وشمولية لقطاعات الثقافة مقارنة مع الجوائز العربية والعالمية الأخرى.
أعلنت الجائزة عام 2016 أنها ستعتمد خمس لغات دائمة بفرع الثقافة العربية في اللغات الأخرى، بدلا من لغتين متغيرتين في كل دورة كما كان معمولا به في الدورات السابقة، وبذلك أصبحت اللغات المعتمدة هي الإنجليزية والفرنسية والإيطالية والإسبانية والألمانية.
وفي عام 2023 أعلن عن استحداث فرع عاشر للجائزة (تحقيق المخطوطات) ابتداءً من الدورة الثامنة عشرة 2024.
وقد استقطبت  “جائزة الشيخ زايد للكتاب”في دورتها الـ 19 أكثر من 4000 ترشيح، من 75 دولة منها 20 دولة عربية و55 دولة أجنبية، بينها خمس دول تشارك للمرة الأولى هي ألبانيا، وبوليفيا، وكولومبيا، وترينيداد وتوباغو، ومالي.

## أهداف الجائزة
- تشجيع المبدعين والمفكرين في مجالات المعرفة والفنون والثقافة العربية والإنسانية.
- تكريم الشخصيات الأكثر عطاء وإبداعاً وتأثيراً في حركة الثقافة العربية.
- الاحتفاء بالمبدعين والمفكرين من الشباب، وحث الموهوبين على العطاء الفكري.
- المساهمة في تشجيع النشر العربي وحث الناشرين على تقديم كل ما يساهم في الارتقاء بالعقل العربي ويرفد الثقافة العربية، بما هو جديد ومميز ومواكب لقضايا العصر.
- المساهمة في الارتقاء بالإنتاج الابداعي في مجالات التقنية والاستفادة منها في تطوير الثقافة والتعليم في الوطن العربي.
- تنشيط حركة الترجمة الجادة ودعم الأعمال المميزة التي تسهم في رفع مستوى العلوم والفنون والثقافة في الوطن العربي.
- الاهتمام بأدب الطفل العربي وحض الكتاب المختصين على طرق المجالات الابداعية التي تسهم في تنمية عقل الطفل العربي وإنارة وعيه من أجل خلق جيل واع لقضايا العصر.
- دفع المبدعين والمفكرين إلى التنافس في خلق المشاريع الإبداعية والأطروحات الفكرية المتحققة في مؤلفٍ مميز.

## فئات الجائزة
- جائزة الشيخ زايد في التنمية وبناء الدولة.
- جائزة الشيخ زايد لأدب الطفل.
- جائزة الشيخ زايد للمؤلف الشاب.
- جائزة الشيخ زايد للترجمة.
- جائزة الشيخ زايد للآداب.
- جائزة الشيخ زايد للفنون.
- جائزة الشيخ زايد لأفضل تقنية في المجال الثقافي.
- جائزة الشيخ زايد للنشر والتوزيع.
- جائزة الشيخ زايد لشخصية العام الثقافية.
- جائزة الشيخ زايد لتحقيق المخطوطات.[6]

## الفائزون

### دورة 2007[7]
- جائزة شخصية العام الثقافية: دنيس جونسون ديفز
- جائزة الشيخ زايد للآداب: واسيني الأعرج، عن كتاب «الأمير مسالك أبواب الحديد»
- جائزة الشيخ زايد للفنون والدراسات النقدية: ثروت عكاشة، عن كتاب «الفن الهندي»
- جائزة الشيخ زايد للترجمة جورج زيناتي، عن كتاب "الذات عينها كآخر (مترجم من الفرنسية إلى العربية)
- جائزة الشيخ زايد للتنمية وبناء الدولة: بشير محمد الخضرا، عن كتاب «النمط النبوي – الخليفي في القيادة السياسية العربية والديمقراطية»
- جائزة الشيخ زايد للمؤلف الشاب: محمود زين العابدين، عن كتاب «عمارة المساجد العثمانية»
- جائزة الشيخ زايد لأدب الطفل والناشئة: محمد علي أحمد، عن كتاب «رحلة على ورق»

### دورة 2008[7][8]
- جائزة شخصية العام الثقافية: محمد بن عيسى
- جائزة الشيخ زايد للآداب: إبراهيم الكوني، عن كتاب «نداء ما كان بعيدًا»
- جائزة الشيخ زايد للفنون والدراسات النقدية: رفعة الجادرجي، عن كتاب «سببية وجدلية العمارة»
- جائزة الشيخ زايد للترجمة: فايز الصياغ، عن كتاب «علم الاجتماع» (كتاب مُترجم للإنجليزي أنتوني غيدنز)
- جائزة الشيخ زايد للمؤلف الشاب: محمد سعدي، عن كتاب «مستقبل العلاقات الدولية»
- جائزة الشيخ زايد للنشر والتوزيع: مركز الإمارات للدراسات والبحوث الاستراتيجية
- جائزة الشيخ زايد لأدب الطفل والناشئة: هدى الشوا القدومي، عن كتاب «رحلة الطيور إلى جبل قاف» (عن جبل قاف)

### دورة 2009[7]
- جائزة شخصية العام الثقافية: بيدرو مارتينيز مونتافيز [9]
- جائزة الشيخ زايد للآداب: جمال الغيطاني، عن كتاب «دفاتر التدوين: الدفتر السادس: رن»
- جائزة الشيخ زايد للفنون والدراسات النقدية: ماهر عبد الحليم السيد راضي، عن كتاب «فكر الضوء»
- جائزة الشيخ زايد للترجمة: سعد مصلوح، عن كتاب «في نظرية الترجمة: اتجاهات معاصرة» (ترجمة لكتاب إدوين غنتزلر)
- جائزة الشيخ زايد للتنمية وبناء الدولة: باقر النجار، عن كتاب «الديمقراطية العصيّة في الخليج العربي»
- جائزة الشيخ زايد للمؤلف الشاب: يوسف وغليسي، عن كتاب «إشكالية المصطلح في الخطاب النقدي العربي الجديد»
- جائزة الشيخ زايد للنشر والتوزيع: الدار المصرية اللبنانية

### دورة 2010[7][10]
- جائزة شخصية العام الثقافية: خالد بن محمد القاسمي
- جائزة الشيخ زايد للتنمية وبناء الدولة: عمار علي حسن، عن كتاب «التنشئة السياسية للطرق الصوفية في مصر»
- جائزة الشيخ زايد للمؤلف الشاب: محمد الملاخ، عن كتاب «الزمن في اللغة العربية: بنياته التركيبية والدلالية»
- جائزة الشيخ زايد للترجمة: ألبرت حبيب مطلق، عن «موسوعة الحيوانات الشاملة»
- جائزة الشيخ زايد للفنون والدراسات النقدية: إياد حسين عبد اللّه، عن كتاب «فن التصميم: الفلسفة - النظرية - التطبيق»
- جائزة الشيخ زايد لأدب الطفل والناشئة: قيس صدقي، عن مجلة «سوار الذهب» [11]
- جائزة الشيخ زايد للنشر والتوزيع: دار نهضة مصر للطباعة والنشر والتوزيع
- جائزة الشيخ زايد للآداب: حفناوي بعلي، عن كتاب «مدخل في نظرية النقد الثقافي المقارن» (ملاحظة: سُحبت الجائزة من الكاتب بسبب ما قرّرته لجنة الإشراف على الجائزة من أنّ الكتاب قد تجاوز حدود الاستشهاد والاقتباس، وتحوّل في سياقات عديدة إلى الاستحواذ على جهد الآخرين مضموناً ونصاً) [12][13]

### دورة 2011[7]
- جائزة شخصية العام الثقافية: المُستشرق الصيني تشونج جيكون (1938-2020)
- جائزة الشيخ زايد للتنمية وبناء الدولة: عبد الرؤوف سنو، عن كتاب «حرب لبنان 1975-1990- تفكك الدولة وتصدع المجتمع»
- جائزة الشيخ زايد للآداب: محمد الغزواني مفتاح، عن كتاب «مفاهيم موسعة لنظرية شعرية»
- جائزة الشيخ زايد للترجمة: محمد زياد كبة، عن كتاب الثروة واقتصاد المعرفة" (عبر من ثروة ثورية لألفين وهايدي توفلر)
- جائزة الشيخ زايد لأدب الطفل والناشئة: عفاف طبالة، عن كتاب «البيت والنخلة»

### دورة 2012[7][14][15]
- جائزة شخصية العام الثقافية: اليونسكو
- جائزة الشيخ زايد للفنون والدراسات النقدية: شاكر عبد الحميد، الفن والغرابة: مقدمة في تجليات الغريب في الفن والحياة
- جائزة الشيخ زايد للترجمة: أبو يعرب المرزوقي، عن كتاب «أفكار ممهدة لعلم الظاهريات الخالص وللفلسفة الظاهرياتية» (ترجمة لكتاب إدموند هوسرل)
- جائزة الشيخ زايد للمؤلف الشاب: ليلى العبيدي، عن كتاب «الفكه في الإسلام»
- جائزة الشيخ زايد للنشر والتوزيع: دار بريل للنشر
- جائزة الشيخ زايد للنشر والتقنيات الثقافية: مدينة كتاب باجو
- جائزة الشيخ زايد لأدب الطفل والناشئة: عبده وازن، عن كتاب «الفتى الذي أبصر لون الهواء»

### دورة 2013[16][17][18]
- جائزة شخصية العام الثقافية: أحمد الطيب (مصر)
- جائزة الثقافة العربية في اللغات الأخرى: مارينا وارنر (المملكة المتحدة)، عن كتاب «السحر الأغرب.. وألف ليلة وليلة»
- جائزة الشيخ زايد للترجمة: فتحي المسكيني (تونس)، عن كتاب «الكينونة والزمان» (ترجمة كتاب الوجود والزمان للألماني مارتن هايدغر)
- جائزة الشيخ زايد للفنون والدراسات النقدية: عبد الله إبراهيم (العراق)، عن كتاب «التخيل التاريخي (السرد والإمبراطورية والتجربة الاستعمارية)»
- جائزة الشيخ زايد للنشر والتقنيات الثقافية: المجلس الوطني للثقافة والفنون والآداب، الكويت
- جائزة الشيخ للتنمية وبناء الدولة: إليزابيث سوزان كساب (لبنان)، عن كتاب «الفكر العربي المعاصر: دراسة في النقد الثقافي المقارن»
- جائزة الشيخ زايد للمؤلف الشاب: عادل حدجامي (المغرب)، فلسفة جيل دولوز عن الوجود والاختلاف

### دورة 2014[19][20]
- جائزة شخصية العام الثقافية: الملك عبد الله بن عبد العزيز آل سعود (السعودية)
- جائزة الشيخ زايد للتنمية وبناء الدولة: سعد الصويان (السعودية)، عن دراسته «ملحمة التطور البشري».
- جائزة الشيخ زايد لأدب الطفل والناشئة: جودت فخر الدين (لبنان)، عن كتاب «ثلاثون قصيدة للأطفال».
- جائزة الشيخ زايد للمؤلف الشاب: رامي أبو شهاب (الأدرن)، عن كتاب «الرسيس والمخاتلة خطاب ما بعد الكولونيالية في النقد العربي المعاصر».
- جائزة الشيخ زايد للترجمة: محمد الطاهر المنصوري (تونس)، عن ترجمته لكتاب «إسكان الغريب في العالم المتوسطي السكن والرحلة مؤتمر البحر المتوسط»
- جائزة الشيخ زايد للآداب: عبد الرشيد الصادق محمودي (مصر)، عن روايته «بعد القهوة»
- جائزة الثقافة العربية في اللغات الأخرى: ماريو ليفيراني (إيطاليا)، عن كتابه «تخيّل بابل: مدينة الشرق القديمة»
- جائزة النشر والتقنيات الثقافية: مؤسسة بيت الحكمة (تونس)

### دورة 2015[21]
- جائزة شخصية العام الثقافية: محمد بن راشد آل مكتوم (الإمارات) [22]
- جائزة الشيخ زايد للتنمية وبناء الدولة: (لم تمُنح) [23]
- جائزة الشيخ زايد لأدب الطفل والناشئة: (لم تمُنح) [21]
- جائزة الشيخ زايد للمؤلف الشاب: (لم تمُنح) [23]
- جائزة الشيخ زايد للترجمة: هاناوا هارو (اليابان)، عن ترجمته للعربية ثلاثية نجيب محفوظ
- جائزة الشيخ زايد للآداب: أسامة العيسة (فلسطين)، عن روايته «مجانين بيت لحم» [24]
- جائزة الشيخ زايد للفنون والدراسات النقدية: (بدون جائزة) [23]
- جائزة الثقافة العربية في اللغات الأخرى: سوغيتا هايدياكي (اليابان)، عن كتابه الصادر باللغة اليابانية تحت عنوان «تأثير الليالي العربية في الثقافة اليابانية»
- جائزة النشر والتقنيات الثقافية: الدار العربية للعلوم ناشرون (لبنان)

### دورة 2016
أقيم يوم الأحد 1 مايو 2016 حفل تكريم الفائزين على هامش معرض أبوظبي الدولي للكتاب في مركز ابوظبي الدولي للمعارض، وكانت النتائج كالتالي:
- جائزة الشيخ زايد للآداب: إبراهيم عبد المجيد، عن كتاب «ما وراء الكتابة: تجربتي مع الإبداع» منشورات «الدار المصرية اللبنانية»، مصر
- جائزة الشيخ زايد للفنون والدراسات النقدية: سعيد يقطين، عن كتاب "الفكر الأدبي العربي: البنيات والأنساق، المغرب
- جائزة الشيخ زايد للترجمة: كيان أحمد حازم، عن ترجمة كتاب «معنى المعنى» من الإنجليزية للمؤلف أوجدن وريتشاردز، العراق
- جائزة الشيخ زايد للثقافة العربية في اللغات الأخرى: رشدي راشد، عن كتاب «الزوايا والمقدار» باللغة الفرنسية والعربية، منشورات دار دي جرويتر لندن/برلين، مصر/فرنسا.
- جائزة الشيخ زايد للتنمية وبناء الدولة: كتاب السراب، د. جمال سند السويدي الإمارات.
- جائزة الشيخ زايد للتقنيات الثقافية والنشر: دار الساقي.
- جائزة شخصية العام الثقافية : أمين معلوف لبنان.
- جائزة الشيخ زايد لأدب الطفل والناشئة: حُجبت
- جائزة الشيخ زايد للمؤلف الشاب: حُجبت

### دورة 2017
اُسندت جوائز الدورة الحادية عشرة في 30 أبريل 2017 خلال معرض أبو ظبي الدولي للكتاب. والفائزون هم:
- جائزة الشيخ زايد للآداب: عباس بيضون وهو كاتب لبناني عن رواية «خريف البراءة».
- جائزة الشيخ زايد للتنمية وبناء الدولة: محمد شحرور وهو مفكر سوري عن كتاب «الإسلام والإنسان - من نتائج القراءة المعاصرة».
- جائزة الشيخ زايد لأدب الطفل والناشئة: لطيفة بطي وهي كاتبة كويتية عن كتاب «بلا قبعة».
- جائزة الشيخ زايد للترجمة: زياد بوعقل وهو باحث ومترجم لبناني عن كتاب «الضروري في أصول الفقه لابن رشد»، الذي ترجمه من العربية إلى الفرنسية.
- جائزة الشيخ زايد للفنون والدراسات النقدية: سعيد الغانمي وهو باحث عراقي عن كتاب «فاعلية الخيال الأدبي».
- جائزة الشيخ زايد للثقافة العربية في اللغات الأخرى: ديفيد فيرمر وهو ألماني عن كتاب «من فكر الطبيعة إلى طبيعة الفكر».
- جائزة الشيخ زايد للنشر والتقنيات الثقافية: مجموعة كلمات للنشر من الإمارات.
- جائزة الشيخ زايد للمؤلف الشاب: حُجبت
- جائزة الشيخ زايد لشخصية العام الثقافية: عبد الله العروي من المغرب

### دروة 2018
- جائزة الشيخ زايد للثقافة العربية في اللغات الأخرى: داغ نيكولاس هاس، عن كتاب (Success and Suppression)
- جائزة الشيخ زايد للآداب: خليل صويلح، عن كتاب «اختبار الندم»
- جائزة الشيخ زايد لأدب الطفل والناشئة: حصة المهيري، عن كتاب «الدينوراف»
- جائزة الشيخ زايد للفنون والدراسات النقدية: محمد مشبال، عن كتاب «في بلاغة الحجاج: نحو مقاربة بلاغية حجاجية لتحليل الخطاب»
- جائزة الشيخ زايد للترجمة: ناجي العونلي، عن كتاب «نظرية استطيقية» (ترجمة لتيودور أدورنو)
- جائزة الشيخ زايد للنشر والتقنيات الثقافية: دار التنوير للنشر والتوزيع
- جائزة الشيخ زايد لشخصية العام الثقافية: معهد العالم العربي
- جائزة الشيخ زايد للمؤلف الشاب: أحمد القرملاوي، عن كتاب «أمطار صيفية»

### دورة 2019
الفائزون في الدورة الثالثة عشرة هم:
- جائزة الشيخ زايد للآداب: بنسالم حميش وهو كاتب وروائي مغربي عن كتابه في السيرة الذاتية «الذات بين الوجود والإيجاد»، المركز الثقافي للكتاب للنشر والتوزيع، 2018.
- جائزة الشيخ زايد لأدب الطفل والناشئة: حسين المطوع وهو كاتب كويتي عن قصة «أحلم أن أكون خلاط إسمنت»، دار الحدائق، 2018
- جائزة الشيخ زايد للمؤلف الشاب: عبد الرزاق بلعقروز وهو باحث جزائري وأستاذ جامعي في فلسفة القيم عن كتاب «روح القيم وحرية المفاهيم نحو السير لإعادة التّرابط والتكامل بين منظومة القيم والعلوم الاجتماعية»، المؤسّسة العربية للفكر والإبداع، 2017
- جائزة الشيخ زايد للفنون والدراسات النقدية: شربل داغر وهو باحث وأستاذ جامعي لبناني عن كتاب «الشعر العربي الحديث: قصيدة النثر»، منتدى المعارف، 2018
- جائزة الشيخ زايد للثقافة العربية في اللغات الأخرى: فيليب كينيدي وهو باحث أكاديمي بريطاني عن كتاب «الانكشاف في الموروث السردي العربي»، دار نشر جامعة أدنبره، 2016
- جائزة الشيخ زايد للنشر والتقنيات الثقافية: المركز العربيّ للأدب الجغرافيّ «ارتياد الآفاق» من الإمارات.
- جائزة شخصية العام الثقافية: الباحثان أ.د ياروسلاف ستيتكيفيتش وزوجته أ.د سوزان ستيتكيفيتش من الولايات المتحدة الأمريكية.[28]

### دورة 2020
- جائزة الشيخ زايد للآداب: منصف الوهايبي، وهو شاعر تونسي ينالها عن ديوانه (بالكأس ماقبل الأخيرة)، إصدار دار مسكلياني للنشر 2019.
- جائزة الشيخ زايد لأدب الطفل والناشئة: ابتسام بركات، وهي كاتبة فلسطينية عن قصة (الفتاة الليلكية) الصادرة عن مؤسسة تامر للتعليم المجتمعي 2019.
- جائزة الشيخ زايد للمؤلف الشاب: حيدر قاسم مطر، وهو باحث عراقي نال الجائزة عن كتابه (علم الكلام الإسلامي في دراسات المستشرقين الألمان-يوسف فان إس أنموذجًا)، وهو من إصدار دار ابن النديم للنشر والتوزيع، ودار الروافد الثقافية ناشرون 2018.
- جائزة الشيخ زايد للترجمة: محمد آيت ميهوب، وهو مترجم تونسي عن ترجمة كتاب جورج غوسدورف (الإنسان الرومانطيقي) من الفرنسية إلى العربية، صدر الكتاب عن معهد تونس للترجمة ودار سيناترا 2018.
- جائزة الشيخ زايد للثقافة العربية في اللغات الأخرى: ريتشارد فان لوين، وهو كاتب هولندي حصل عليها عن كتابه (ألف ليلة وليلة وسرديات القرن العشرين: قراءات تناصيّة) وهو منشور باللغة الإنجليزية عن دار بريل للنشر 2018.
- جائزة الشيخ زايد للنشر والتقنيات الثقافية: حصلت عليها مجلة بانيبال البريطانية، وذلك لمساهمتها في تقديم أعمال من الأدب العربي المعاصر إلى القراء الناطقين باللغة الإنجليزية.[29]
- جائزة شخصية العام الثقافية: سلمى الخضراء الجيوسي، وهي شاعرة وناقدة ومترجمة فلسطينية.[30]

### دورة 2021
- جائزة الثقافة العربية في اللغات الأخرى: طاهرة قطب الدين، عن كتاب «الخطابة العربية: الفن والوظيفة» (Arabic Oration: Art and Function).
- جائزة الشيخ زايد لأدب الطفل والناشئة: ميزوني بناني، عن كتاب «رحلة فنّان».
- جائزة الشيخ زايد للترجمة: مايكل كوبرسون، عن ترجمته لمقامات الحريري من اللغة العربية إلى الإنجليزية تحت عنوان (Impostures).
- جائزة الشيخ زايد للفنون والدراسات النقدية: خليل قويعة، عن كتاب «مسار التّحديث في الفنون التّشكيليّة، من الأرسومة إلى اللّوحة».
- جائزة الشيخ زايد للآداب: إيمان مرسال، عن كتاب «في أثر عنايات الزيات».
- جائزة الشيخ زايد للتنمية وبناء الدولة: سعيد المصري، عن كتاب «تراث الاستعلاء… بين الفلكلور والمجال الديني».
- جائزة الشيخ زايد للمؤلف الشاب: أسماء الاحمدي، عن كتاب ""إشكاليَّات الذَّات السَّاردة في الرِّواية النَّسائية السُّعوديَّة".
- جائزة الشيخ زايد للنشر والتقنيات الثقافية: دار الجديد.

### دورة 2022
أقيم الحفل وتكريم الفائزين على هامش معرض أبوظبي للكتاب.
- جائزة الشيخ زايد لشخصية العام الثقافية: عبد الله الغذامي، نظير جهوده المتميزة في ميدان النقد الثقافي ودراسات المرأة والشعر والفكر النقدي.
- جائزة الثقافة العربية في اللغات الأخرى: الدكتور محسن جاسم الموسوي من العراق- الولايات المتحدة الأميركية، عن كتابه: «ألف ليلة وليلة في ثقافات العالم المعاصر: التسليع العولمي والترجمة والتصنيع الثقافي».
- جائزة الشيخ زايد لأدب الطفل والناشئة: الكاتبة السورية ماريا دعدوش، عن قصتها «لغز الكرة الزجاجية».
- جائزة الشيخ زايد للترجمة: الدكتور أحمد العدوي من مصر، الذي ترجم كتاب «نشأة الإنسانيات عند المسلمين وفي الغرب المسيحي»، للمؤلف جورج مقدسي.
- جائزة الشيخ زايد للفنون والدراسات النقدية: الكاتب المغربي محمد الداهي، عن كتابه «السارد وتوأم الروح من التمثيل إلى الاصطناع».
- جائزة الشيخ زايد للآداب: الشاعرة والروائية الإماراتية ميسون صقر، عن كتابها «مقهى ريش، عين على مصر».
- جائزة الشيخ زايد للمؤلف الشاب: الكاتب الدكتور محمد المزطوري من تونس، عن كتابه «البداوة في الشعر العربي القديم».
- جائزة الشيخ زايد للنشر والتقنيات الثقافية: مكتبة الإسكندرية في مصر.

### دورة 2023
- جائزة الفنون والدراسات النقدية: الدكتورة جليلة الطريطر من تونس عن كتابها "مرائي النّساء: دراسات في كتابات الذّات النّسائيّة العربيّة" الصادر عن الدار التونسيّة للكتاب عام 2021.
- جائزة النشر والتقنيات الثقافية: دار العين للنشر مصر. التي تعد مؤسسة ثقافية، هدفها الاشتباك مع الواقع وقضاياه، وطموحها تطوير الكتاب شكلاً ومضموناً.
- جائزة المؤلف الشاب: سعيد خطيبي الجزائر عن رواية "نهاية الصحراء"، الصادرة عن دار هاشيت أنطوان / نوفل، لبنان عام 2022.
- جائزة الآداب: الشاعر العراقي علي جعفر العلاّق عن عمله:"إلى أين أيتها القصيدة؟ سيرة ذاتية" الصادر عن دار الآن ناشرون وموزعون، الأردن عام 2022.
- جائزة الثقافة العربية في اللغات الأخرى: الكاتب الفرنسي ماتيو تيلييه عن كتاب "ظهور منصب القاضي - القضاء لدى المسلمين واليهود والمسيحيين في القرون الأولى للإسلام" الصادر عن مطبعة جامعة السوربون باريس عام 2017.
- جائزة الترجمة: التونسي شكري السعدي عن العمل المترجم " العبارة والمعنى: دراسات في نظرية الأعمال اللغويّة" لجون سيرل"، الصادر عن وزارة الشؤون الثقافية - معهد تونس للترجمة 202.[32][33]
- جائزة شخصية العام الثقافية: الموسيقار المصري عمر علي محمود خيرت.[34]

### دورة 2024
- جائزة الآداب: الكاتبة المصرية ريم بسيوني، عن روايتها «الحلواني: ثلاثية الفاطميين».[35]
- جائزة المؤلف الشاب: الدكتور حسام الدين شاشية من تونس عن مؤلفه «المشهد المُوريسكي: سرديّات الطّرد في الفكر الإسباني الحديث».
- جائزة تحقيق المخطوطات: الدكتور مصطفى سعيد من مصر عن دراسته «سفينة المُلك ونفيسة الفُلك (شهاب الدين) الموشح وموسيقى المقام الناطقة بالعربية بين التنظير والمراس».
- جائزة التنمية وبناء الدولة: الدكتور خليفة الرميثي من دولة الإمارات العربية المتحدة عن كتابه «الأسماء الجغرافية: ذاكرة أجيال».
- جائزة الترجمة: الدكتور أحمد الصمعي من تونس عن كتابه «العلم الجديد» لجيامباتيستا فيكو، ترجمه من الإيطالية إلى العربية.
- جائزة لثقافة العربية في اللغات الأخرى: فرانك غريفيل عن كتابه «بناء الفلسفة ما بعد الكلاسيكية في الإسلام».
- النشر والتقنيات الثقافية: مجموعة «بيت الحكمة للصناعات الثقافية» في الصين.[36]
- جائزة شخصية العام الثقافية: مؤسسة البيت العربي في إسبانيا.[37]

### دورة 2025
- جائزة الآداب: الكاتبة اللبنانية الفرنسية هدى بركات عن روايتها «هند أو أجمل امرأة في العالم».
- جائزة أدب الطفل والناشئة:  الكاتبة المغربية لطيفة لبصير عن كتابها «طيف سَبيبة».
- جائزة تحقيق المخطوطات: الباحث العراقي البريطاني رشيد الخيون، بجائزة فرع (تحقيق المخطوطات) عن تحقيقه كتاب «أخبار النساء».
- جائزة التنمية وبناء الدولة:  الدكتور الإماراتي محمد بشاري من عن كتابه «حق الكد والسعاية: مقاربات تأصيلية لحقوق المرأة المسلمة».
- جائزة الترجمة: الإيطالي ماركو دي برانكو عن كتاب «هروشيوش» لبولس هروشيوش، والذي نقله من اللغة العربية إلى اللغة الإنجليزية.
- جائزة الفنون والدراسات النقدية: الباحث المغربي الدكتور سعيد العوادي عن كتابه «الطعام والكلام: حفريات بلاغية ثقافية في التراث العربي».
- جائزة لثقافة العربية في اللغات الأخرى: البريطاني أندرو بيكوك عن كتابه «الثقافة الأدبية العربية في جنوب شرقي آسيا في القرنين السابع عشر والثامن عشر».
- جائزة شخصية العام الثقافية: الياباني هاروكي موراكامي؛  تقديراً لمسيرته الإبداعية ومدى تأثره وتأثيره الأدبي العابر للحدود على الثقافة العربية والعالمية.[38]

## وصلات خارجية
- الموقع الرسمي
- جائزة الشيخ زايد للكتاب الرسمية في فيسبوك جائزة الشيخ زايد للكتاب  على فيسبوك.
- حساب جائزة الشيخ زايد للكتاب الرسمي في تويتر
- الموقع الرسمي لهيئة أبوظبي للثقافة والتراث نسخة محفوظة 16 يونيو 2008 على موقع واي باك مشين.